# Piotr Kupicha
Piotr Janusz Kupicha (ur. 16 marca 1979 w Katowicach) – polski piosenkarz, gitarzysta, kompozytor i autor tekstów.
W latach 2000–2004 gitarzysta i wokalista zespołu Sami, z którym wydał płytę i otrzymał Superjedynkę. Od 2005 lider i wokalista zespołu Feel, z którym wydał cztery albumy studyjne: Feel (2007), Feel 2 (2009), Feel 3 (2011) i Feel 5 (2022) oraz jeden kompilacyjny, The Best (2016). Z grupą kilkukrotnie brał udział w Krajowym Festiwalu Piosenki Polskiej w Opolu. Prowadzi czynnie działalność charytatywną. Był uczestnikiem kilku programów rozrywkowych i wziął udział w ogólnopolskiej kampanii reklamowej Banku Millennium.

## Życiorys
Jego matka była dyrektorką w Cepelii, a ojciec pracował w Hucie Batory. Jest absolwentem Śląskich Technicznych Zakładów Naukowych, studiował też zaocznie inżynierię materiałową na Politechnice Śląskiej. W wieku 16 lat zaczął naukę gry na gitarze klasycznej. W latach 2000–2004 tworzył zespół Sami, z którym nagrał jeden album i zwyciężył w konkursie Premier na 38. Krajowym Festiwalu Piosenki Polskiej w Opolu, na którym zostali uhonorowani również Superjedynką za debiut roku. Równocześnie z karierą muzyczną pracował w firmie doradczo-szkoleniowej w Gliwicach i prowadził szkolenia motywacyjne, a także dorabiał, pracując w drukarni oraz skręcając meble biurowe.
Od 2005 jest liderem i wokalistą zespołu Feel, z którym wydał pięć albumów studyjnych oraz wylansował kilka przebojów, w tym „A gdy jest już ciemno”, za który otrzymał nagrodę Bursztynowego Słowika i Słowika Publiczności na Sopot Festival oraz Telekamerę „TeleTygodnia”. 
W 2008 wystąpił w spotach reklamowych Banku Millennium. W 2010 uczestniczył w programie rozrywkowym Polsatu Just the Two of Us. Tylko nas dwoje oraz wziął udział w nagraniu piosenki „Muzyki moc”, która otrzymała nagrodę Viva Comet 2011 w kategorii Najlepsze na VIVA-TV.pl. W 2011 był kierownikiem zwycięskiej drużyny w pierwszej edycji programu rozrywkowego TVP Bitwa na głosy; wygraną w konkursie – czek na 100 tys. zł – przeznaczył na budowę Hospicjum Cordis w Katowicach. Odrzucił propozycję zostania trenerem w programie rozrywkowym TVP The Voice of Poland i kilkukrotnie odmawiał udziału w programie Polsatu Dancing with the Stars. Taniec z gwiazdami. W lutym 2012 nawiązał współpracę z Fundacją dziennika „Fakt” i wziął udział w nagraniu bajek na płytę charytatywną pt. „Opowieści z Krainy Pięknych Snów”, która była sprzedawana w sieci sklepów Biedronka, a także został laureatem plebiscytu „Gwiazdy Dobroczynności” tygodnika „Newsweek” w kategorii: darczyńca organizacji społecznej. Również w 2012 nagrał duet „Jeszcze się spotkamy” z Marcinem Kindlą, z którym zgłosił się do udziału w konkursie Premier podczas 49. KFPP w Opolu. W 2022 rozpoczął współpracę z Pawłem Storożyńskim, z którym sporadycznie koncertuje po Polsce.

## Życie prywatne
2 kwietnia 2005 ożenił się z Agatą Fręś, z którą ma dwóch synów: Pawła (ur. 2005) i Adama (ur. 2009). 27 sierpnia 2013 para się rozwiodła. W 2018 poślubił modelkę Ewelinę Sienicką, z którą ma dwie córki: Jagodę (ur. 2014) i Laurę (ur. 2023).
Ma kartę taternika. Jest instruktorem rekreacji ruchowej o specjalności wspinaczka skałkowa.

## Dyskografia
- Sami – Sami (2000, EMI Music Poland)

## Filmografia
Sporządzono na podstawie materiału źródłowego.
- 2008: Niania jako on sam (odcinek 95)
- 2008: Tylko miłość jako on sam (odcinek 44)
- 2010: My Camp Rock jako on sam (odcinki 5 i 6)

### Polski dubbing
- 2007: Klub Winx – tajemnica zaginionego królestwa jako Riven

## Nagrody i nominacje
| Rok  | Nagroda                                       | Kategoria                                    | Rezultat  |
| ---- | --------------------------------------------- | -------------------------------------------- | --------- |
| 2011 | OGAE Video Contest 2011 – reprezentant Polski | Teledysk („Muzyki moc” z VIVA i Przyjaciele) | Nominacja |